# Reclamação do Brasil
O Reclamação do Brasil foi um periódico publicado no Rio de Janeiro, então capital do Brasil, às vésperas da Independência.
Publicado de 9 de Janeiro a 22 de Maio de 1822 pelo baiano José da Silva Lisboa, futuro Visconde de Cairu. De linha editorial nacionalista, defendia a emancipação política do país.